# طنامل الغربي
قرية طنامل الغربي هي إحدى القرى التابعة لمركز أجا في محافظة الدقهلية في جمهورية مصر العربية. حسب إحصاءات سنة 2006، بلغ إجمالي السكان في طنامل الغربي 7550 نسمة، منهم 3786 رجل و3764 امرأة. تشتهر القرية بصناعة التريكو.